# Lídia Heredia
Lídia Heredia Soler (Badalona, Barcelona, 19 de mayo de 1971) es una periodista española. Ha desarrollado su carrera en radio, televisión y prensa escrita. Desde 2016 presenta los programas de la Televisión de Cataluña Els matins y Collita pròpia.

## Biografía
Licenciada en Ciencias de la información por la Universidad Autónoma de Barcelona, ha trabajado en Radio Ciutat de Badalona, Ràdio Barcelona y Onda Rambla. En prensa escrita, ha sido colaboradora del diario Avui. En televisión ha trabajado en Canal+ como gestora de derechos de televisión y como redactora y presentadora de Telecinco. En 2000 fichó por la Televisión de Cataluña, donde ha sido reportera del programa En directo, redactora y presentadora de los informativos del canal 3/24 y presentadora de Telenotícies. Fue presentadora de Els matins de Televisión de Cataluña, junto con Josep Cuní.
Junto con Raquel Sans Duran, presentó en 2008 el Maratón de TV3 contra las dolencias mentales graves. Entre 2009 y febrero de 2012 dirigió el programa Banda ampla, y a partir de abril de 2012 empezó a presentar Telenotícies de TV3, junto con Carles Prats.
En enero de 2014 volvió a presentar el programa Els matins de TV3, como ya había hecho con Josep Cuní de 2007 a 2010, en sustitución de Ariadna Oltra. Durante 2014 se estrenó Collita pròpia (Cosecha propia), un programa sobre productos de proximidad.

## Polémicas
En septiembre de 2018, durante una entrevista con la presentadora de Els matins, Lídia Heredia, el líder de Ciudadanos, Albert Rivera, tuvo duras palabras para TV3, a la que acusó de ser un "aparato de propaganda independentista". A las pocas horas, el Comité de empresa de TVC y el Consell Professional de TVC emitieron sendos comunicados en los que reclamaron a Albert Rivera el máximo de "responsabilidad, rigor y respeto" en sus palabras.
En octubre de 2018, durante una entrevista en televisión, Heredia tuvo un encontronazo con Manuel Valls, expresidente del Gobierno francés y candidato a la alcaldía de Barcelona en una candidatura independiente.